# Saint-Maurice-des-Lions

Saint-Maurice-des-Lions este o comună în departamentul Charente, Franța. În 1 ianuarie 2022 avea o populație de 896 de locuitori.